# 赫塔格·戈久莫夫
赫塔格·鲁斯兰诺维奇·戈久莫夫（1981年4月24日—）生于苏联北奥塞梯阿拉吉尔，是一名阿塞拜疆男子自由式摔跤运动员。他在1990年开始练习摔跤，1994年开始参加比赛。他最初代表俄罗斯参加比赛，2007年开始代表阿塞拜疆。他在运动生涯期间曾参加2008年、2012年、2016年三届奥运，共收获一枚银牌和两枚铜牌。2016年11月，他成为北奥塞梯自由式摔跤队的主教练。